# 7091 Maryfields
A 7091 Maryfields (ideiglenes jelöléssel (7091) 1992 JA) a Naprendszer kisbolygóövében található aszteroida. Kenneth J. Lawrence és Eleanor F. Helin fedezte fel 1992. május 1-én.